# Campeonato Cearense Série B 2008
In 2008 werd het 20ste Campeonato Cearense Série B gespeeld voor voetbalclubs uit de Braziliaanse staat Ceará. De competitie werd georganiseerd door de FCF en werd gespeeld van 10 mei tot 5 september. Guarany de Sobral werd kampioen.

## Eerste fase
De eerste plaats krijgt drie bonuspunten voor de tweede fase, de tweede plaats twee en de derde plaats een. 
| Plaats | Club              | Wed. | W  | G | V  | Saldo | Ptn. |
| ------ | ----------------- | ---- | -- | - | -- | ----- | ---- |
| 1.     | Guarany de Sobral | 18   | 10 | 4 | 4  | 34:19 | 34   |
| 2.     | Trairiense        | 18   | 10 | 2 | 6  | 29:25 | 32   |
| 3.     | Crato             | 18   | 8  | 7 | 3  | 36:21 | 31   |
| 4.     | Maracanã          | 18   | 9  | 3 | 6  | 19:15 | 30   |
| 5.     | Tiradentes        | 18   | 8  | 5 | 5  | 20:14 | 29   |
| 6.     | Maranguape        | 18   | 8  | 5 | 5  | 21:17 | 29   |
| 7.     | São Benedito      | 18   | 6  | 3 | 9  | 20:25 | 21   |
| 8.     | Limoeiro          | 18   | 2  | 4 | 12 | 15:39 | 10   |
| 9.     | Itapajé (1)       | 18   | 2  | 8 | 8  | 14:29 | 8    |
| 10.    | Barbalha (2)      | 18   | 4  | 5 | 9  | 31:35 | 5    |

 (1): Itapajé kreeg zes strafpunten voor het opstellen van niet-speelgerechtigde spelers. 

 (2): Barbalha kreeg twaalf strafpunten voor het opstellen van niet-speelgerechtigde spelers.
|  | Geplaatst voor tweede fase |
|  | Degradatie                 |

### Tweede fase
| Plaats | Club                   | Wed. | W | G | V | Saldo | Ptn. |
| ------ | ---------------------- | ---- | - | - | - | ----- | ---- |
| 1.     | Maranguape             | 10   | 7 | 0 | 3 | 15:9  | 21   |
| 2.     | Guarany de Sobral (+3) | 10   | 5 | 2 | 3 | 14:13 | 20   |
| 3.     | Maracanã               | 10   | 5 | 4 | 1 | 14:7  | 19   |
| 4.     | Tiradentes             | 10   | 2 | 4 | 4 | 12:14 | 10   |
| 5.     | Crato (+1)             | 10   | 2 | 3 | 5 | 6:9   | 10   |
| 6.     | Trairiense (+2)        | 10   | 1 | 3 | 6 | 6:15  | 8    |

|  | Geplaatst voor finale |

## Finale
|                   |                                |       |                 |                          |
| 3 september 15:30 | Guarany de Sobral              | 3 – 1 | Maranguape      | Estádio do Junco, Sobral |
| 3 september 15:30 | Sérgio Alves 33' (86) Bibi 73' |       | 13' Júnior Mota | Estádio do Junco, Sobral |

|                   |               |       |                   |                      |
| 5 september 15:30 | Maranguape    | 1 – 0 | Guarany de Sobral | Mariasão, Maranguape |
| 5 september 15:30 | Wilson 90+2'  |       |                   | Mariasão, Maranguape |
| 5 september 15:30 | Strafschoppen |       |                   | Mariasão, Maranguape |
| 5 september 15:30 | 1 - 3         |       |                   | Mariasão, Maranguape |

### Kampioen
| Campeonato Cearense de 2008 - Série B |
| Ceará                                 |
| ------------------------------------- |
| GUARANY DE SOBRAL Kampioen (4° titel) |